# Lípa ve Velkém Poříčí
Mohutná lípa malolistá v dolní části městyse Velké Poříčí. 

## Ochrana a data o lípě
Strom je chráněn státem od 26. 11. 1981 na základě vyhlášky.
Měření z 11. 8. 2009:
- Obvod: 475 centimetrů
- Odhadované stáří: 300 let

Měření z roku 2003:
- Výška: 17 metrů
- Šířka koruny: 27 metrů

Lípa je turisticky atraktivním místem i díky netradičně odkrytému kořenovému systému lípy.

## Statek čp. 22
Za lípou stával statek. Byl srovnán se zemí v druhé polovině roku 2014. Existoval již v 17. století a za Marie Terezie v r. 1771 obdržel číslo popisné 22.

## Galerie

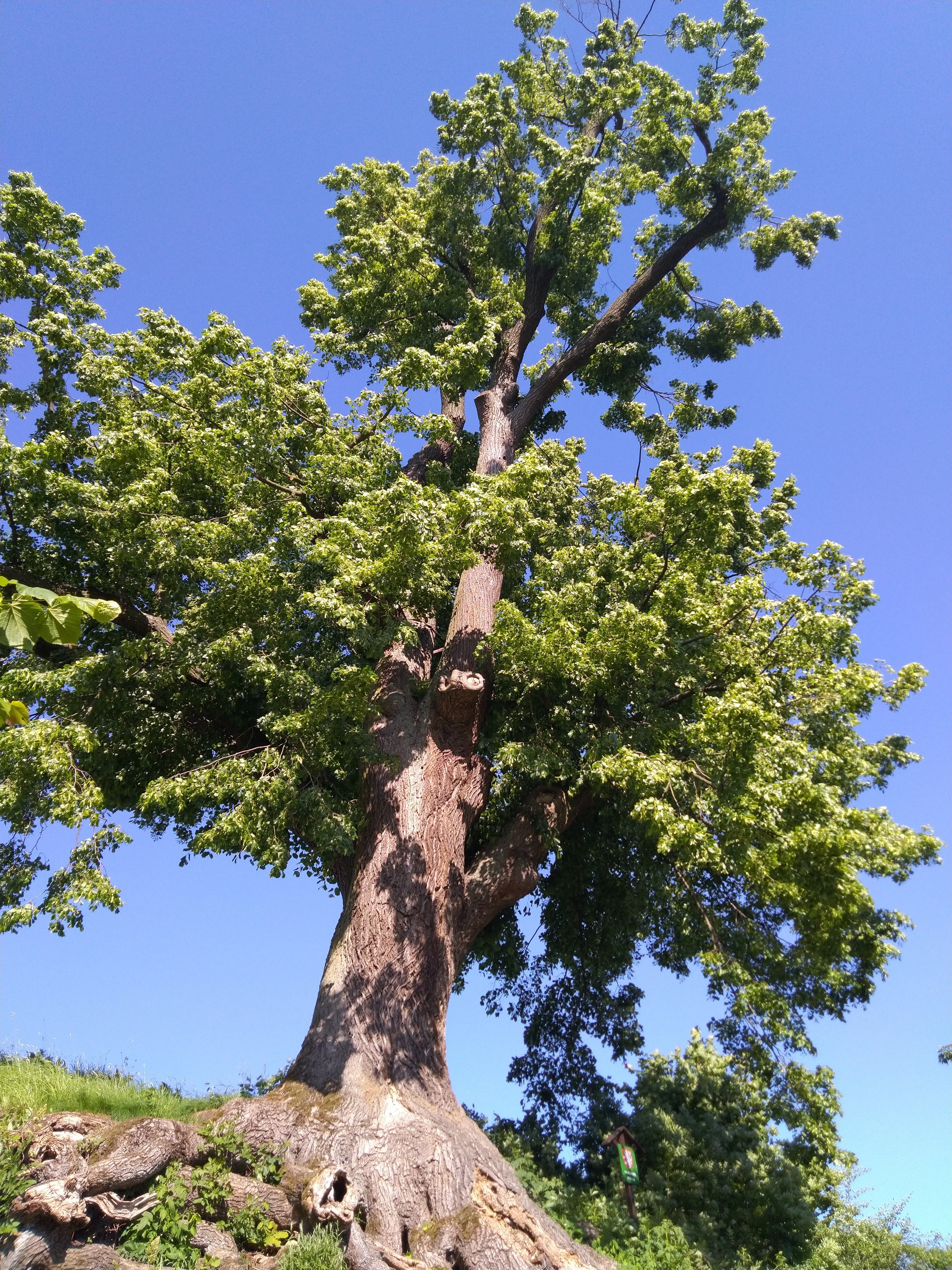
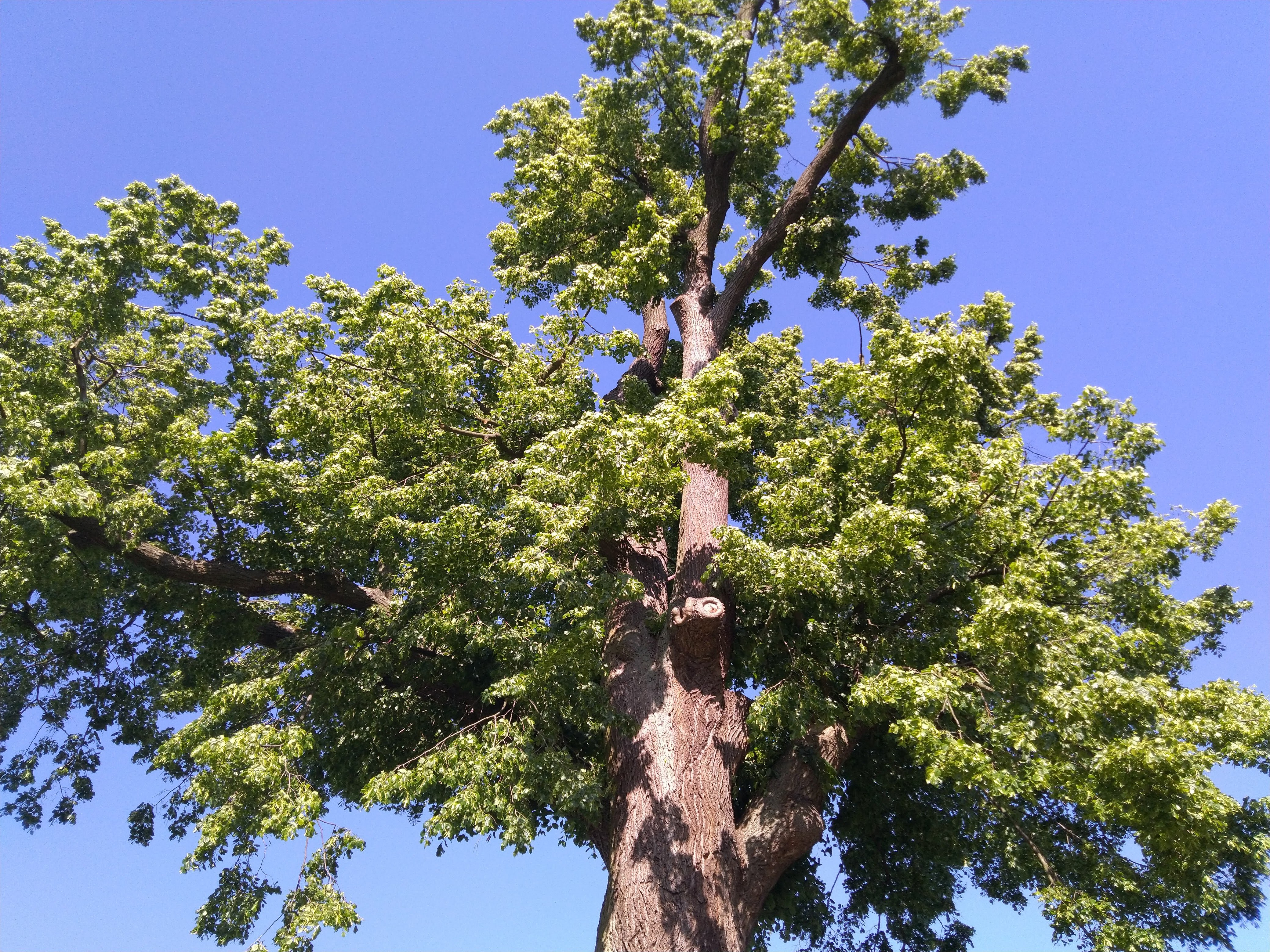
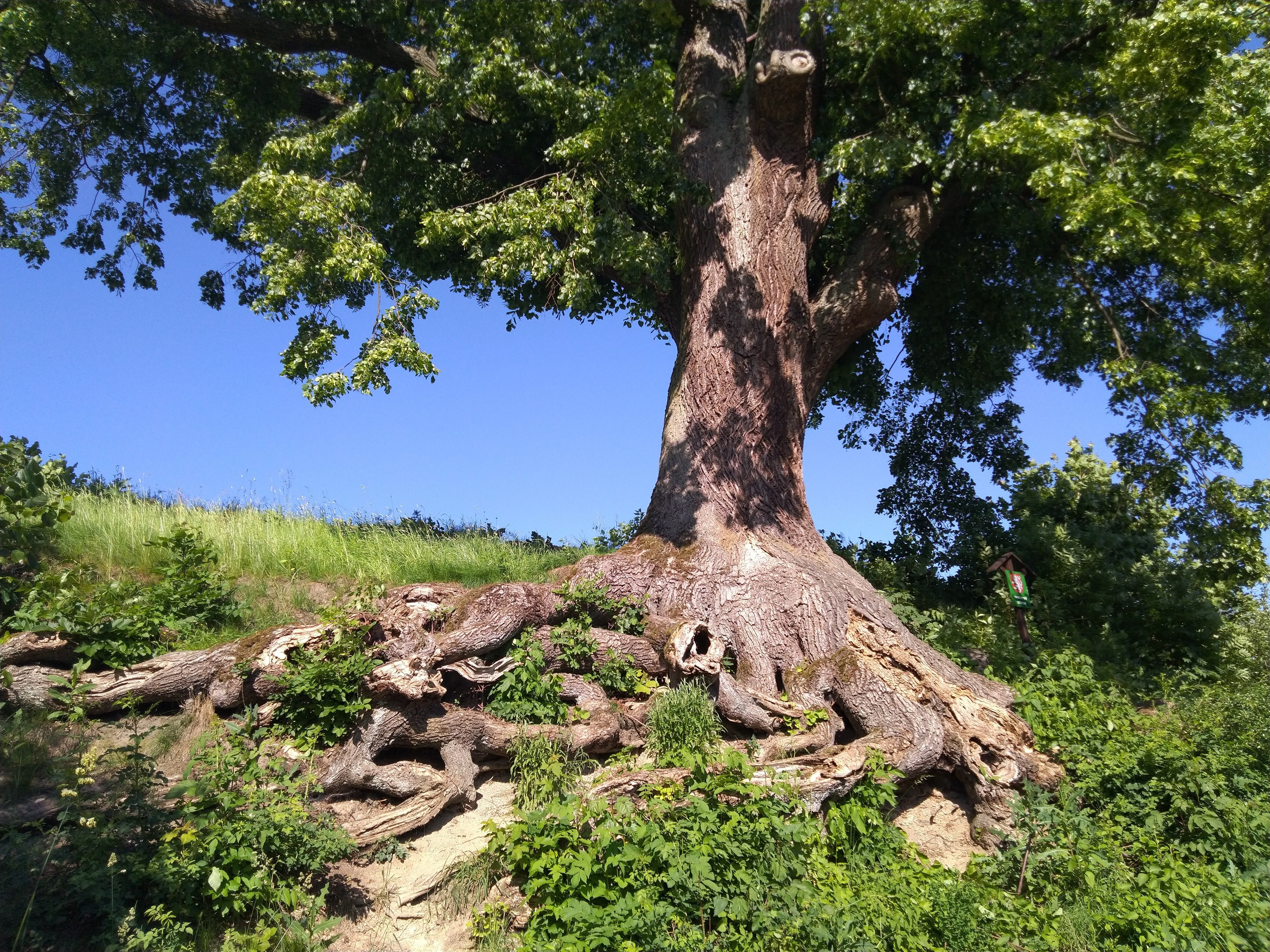
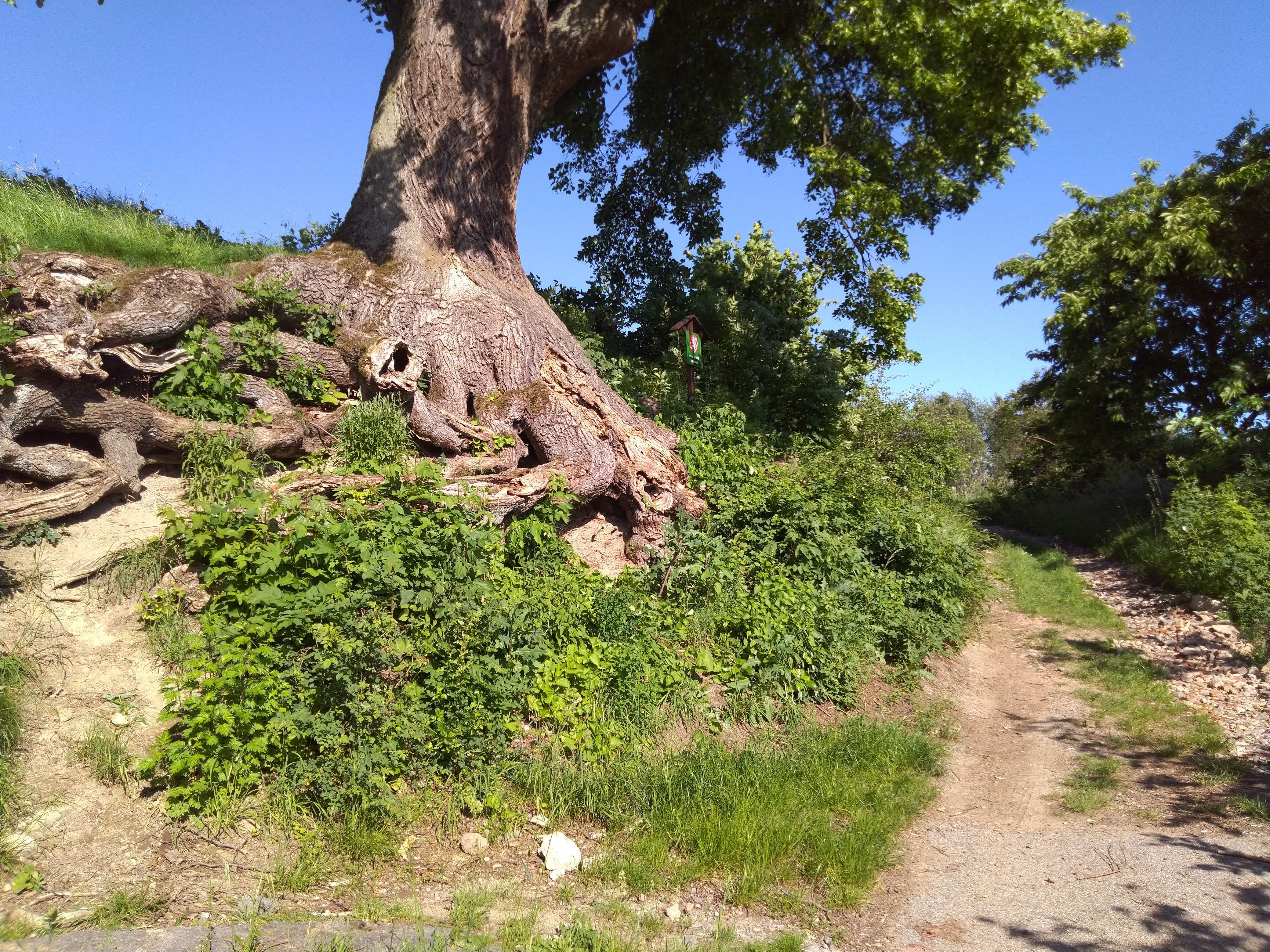
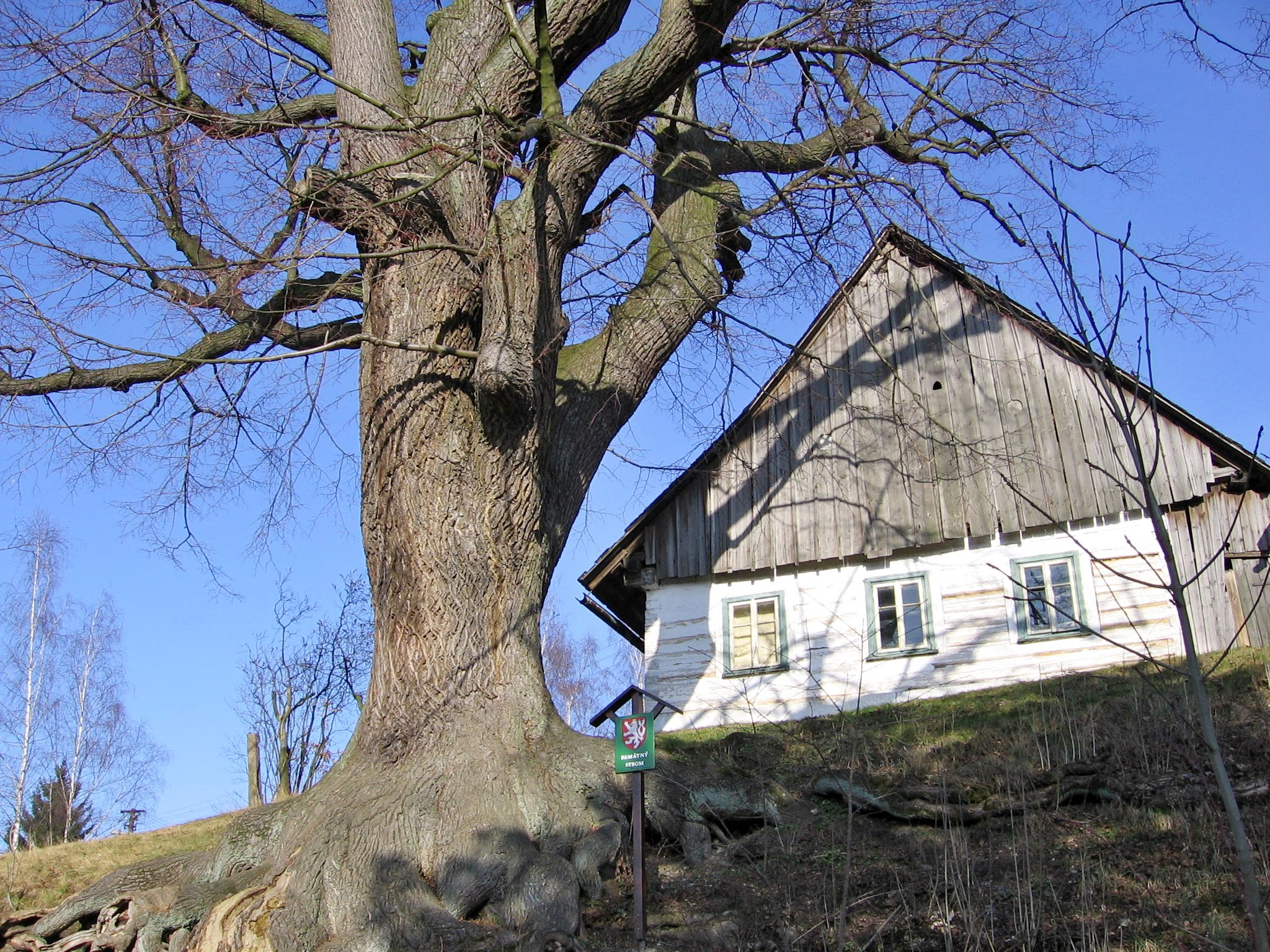